# 2003 LZ6
2003 LZ6, também escrito como 2003 LZ6, é um objeto transnetuniano que está localizado no Cinturão de Kuiper, uma região do Sistema Solar. Este corpo celeste é classificado como um cubewano. Ele possui uma magnitude absoluta de 6,5 e tem um diâmetro estimado com 221 km. O astrônomo Mike Brown lista este objeto em sua página na internet como um candidato a possível planeta anão.

## Descoberta
2003 LZ6 foi descoberto no dia 1 de junho de 2003 pelo astrônomo Marc W. Buie.

## Órbita
A órbita de 2003 LZ6 tem uma excentricidade de 0,000 e possui um semieixo maior de 43,477 UA. O seu periélio leva o mesmo a uma distância de 43,477 UA em relação ao Sol e seu afélio a 43,477 UA.